# حارة باب القاع (صنعاء)
حارة باب القاع هي إحدى حارات حي القاع بمديرية التحرير إحد مديريات العاصمة اليمنية صنعاء، بلغ تعداد سكانها 2251 نسمة حسب تعداد اليمن لعام 2004.